# Symphurus plagiusa
Symphurus plagiusa es una especie de pez de la familia Cynoglossidae en el orden de los Pleuronectiformes.

## Distribución geográfica
Se encuentran en el  Atlántico occidental (desde  Nueva York hasta Florida, el norte del Golfo de México hasta el Estado de Campeche, las Bahamas y Cuba).